# لانه‌کن جاوه‌ای
تروگون جاوه‌ای (نام علمی: Apalharpactes reinwardtii) نام یک گونه از شاخه طنابداران است.